# Анте Шарић Раде Шпанац
Анте Шарић — Раде Шпанац (Трбић, код Ливна, 21. септембар 1913 — 1943) био је учесник Шпанског грађанског рата и Народноослободилачке борбеи народни херој Југославије.

## Биографија
Рођен је 21. септембра 1913. године у селу Трбић, код Ливна. Потиче из сиромашне сељачке породице. Основну школу је завршио у селу Чуклићу. Године 1928, са петнаест година, отишао је на рад у Француску, с још неколико свој вршњака. Радио је у многим предузећима у Паризу и активно је учествовао у радничком покрету. Посебно се политичким радом истицао, међу хрватским исељеницима, које су појединци врбовали у усташе.
Када је, 1936. године избио Шпански грађански рат, Анте је, на позив Комунистичке партије Југославије, међу првима отишао у Шпанију, да се бори на страни шпанске републике. Најпре је био борац, а убрзо и водник у једној интернационалној бригади. Три пута је рањен, једном теже. Учествовао је у биткама за одбрану Мадрида. Претпоставља се да је 1937. године примљен у чланство Комунистичке партије Југославије.
После пораза Шпанске републике и повлачења интернационалних бригада, Анте се пребацио у Француску, а крајем 1940. године се вратио у Југославију. Илегално је боравио у Загребу, од ближе родбине једино је његов брат Мате знао где се налази.
Када је, јула 1941. године, отпочео оружани устанак народа Босне и Херцеговине, Анте је из Загреба дошао у Сарајево, а одатле је почетком септембра, упућен у Мостар, и ту распоређен у партизански одред који се налазио на терену Коњица. У одреду је примио дужност командира Прве чете, која је деловала на сектору Бијеле, код Коњица.
Раде Шпанац, како су га звали сви његови борци, истицао се јунаштвом у више борби против Италијана, усташа, четника и Немаца. Почетком октобра 1941. године, са свега 30-так бораца у борби с десетоструко јачим усташко-домобранским снагама, успео је да одржи положаје и разбије непријатеља, наневши му велике губитке.
Јуна 1942. године његову чету, су у школи у Бијелој, опколили четници. Вођена је тешка борба. Четници су се надали да ће се партизани предати кад им понестане муниције. У тренутку кад су позиви на предају били најгласнији, Анте је с групом бораца извршио јуриш бомбама и успео да се пробије из обруча, наневши четницицма велике губитке. После ове борбе Радетова чета се прикључила осталим деловима Коњичког батаљона на брду Тисовићи, одакле су кренули у Прозор, где су се прикључили групи пролетерских бригада, под непосредном командом Врховног штаба НОВ и ПОЈ. После ослобођења Ливна и околине, Анте је, први пут од одласка у Француску, посетио своје родитеље у селу Трибићу.
Почетком новембра у састав Десете херцеговачке ударна бригаде је ушао и ливањски партизански батаљон „Војин Зиројевић“, у коме је Раде био командира чете. У Четвртој непријатељској офанзиви, Раде се посебно истакао у борбама око Коњица, крајем фебруара и почетком марта 1943. године. У тим борбама, као командир Заштитне пратеће чете, одбијао је нападе вишеструко бројнијег непријатеља. Обилазећи положаје своје чете заједно са политичким комесаром Карлом Батком, обојица су погинули од авионске бомбе.
Указом Президијума Народне скупштине ФНР Југославије 20. децембра 1951. проглашен је за народног хероја.